# یواس‌اس نارسیساس (۱۸۶۳)
یواس‌اس نارسیساس (۱۸۶۳) (به انگلیسی: USS Narcissus (1863)) یک کشتی بود که طول آن ۸۱ فوت ۶ اینچ (۲۴٫۸۴ متر) بود. این کشتی در سال ۱۸۶۳ ساخته شد.